# ОШ „Бранко Радичевић” Прибој
ОШ „Бранко Радичевић” Прибој је једна од основних школа на територији општине Прибој. Основана је 1888. године и данас носи име песника Бранка Радичевића. Најстарија је школска установа у Општини Прибој.